# WSTnet Laboratories
Die WSTnet Laboratories (Web Science (Trust) Network Laboratories) sind ein internationaler Verbund von Forschungseinrichtungen im Bereich der Web Science/Webwissenschaft. Das WSTnet wird durch den Web Science Trust verwaltet.

## Einrichtungen des WSTnet
Folgende Einrichtungen sind Mitglied des Forschungsnetzwerks (Stand: Mai 2016):
USA:
- Annenberg Network of Networks, University of Southern California
- CSAIL, Massachusetts Institute of Technology
- Human Dynamics Lab am MIT
- Indiana University Network Science Institute/IUNI
- Tetherless World Constellation am RPI (New York)
- SONIC an der Northwestern University (Evanston, Illinois)
- Stanford SNAP (Kalifornien)

Europa:
- Bonn-Aachen International Center for Information Technology
- Fraunhofer-Institut für Offene Kommunikationssysteme FOKUS (Berlin)
- Universität Koblenz-Landau
- L3S (Hannover)
- The Network Institute, Freie Universität Amsterdam
- Oxford e-Research Centre
- Oxford Internet Institute/OII
- Web Science Research Group, University of Southampton
- University of Cardiff

Südamerika:
- Brazilian Institute for Web Science Research

Asien:
- IIT Bangalore
- National University of Singapore
- Tsinghua-Southampton Web Science Laboratory at Shenzhen
- KAIST (Deajon, Südkorea)

Australien:
- University of South Australia